# Roman Lipski
Roman Zdzisław Lipski (ur. 4 marca 1951 w Kłodzku) – samorządowiec, polityk, przedsiębiorca, burmistrz Kłodzka w latach 2002–2006.

## Życiorys
Urodził się w 1951 w Kłodzku. Jego rodzicami byli: Roman i Apolonia Lipscy. W latach 70. XX wieku wstąpił do PZPR, po jej rozwiązaniu w 1990 został członkiem SdRP, a po przekształceniu się tejże w 1999 był członkiem SLD. 
W latach 1981–1985 był sekretarzem Komitetu Miejskiego PZPR w Dusznikach-Zdroju; następnie w latach 1985–1990 pełnił funkcję zastępcy naczelnika Gminy Kłodzko. Z ramienia SLD został w 1998 roku radnym powiatu kłodzkiego oraz zastępcą burmistrza miasta Kłodzka. Funkcję tę sprawował do końca kadencji (2002).
Po konflikcie z posłem Czesławem Pogodą, przewodniczącym SLD w powiecie kłodzkim, dotyczącym sprzedaży Hali Targowej „Merkury” w Kłodzku francuskiej sieci supermarketów i hipermarketów spożywczo-przemysłowych E.Leclerc zrezygnował z członkostwa w partii.
W 2002 kandydował na stanowisko burmistrza Kłodzka z ramienia Komitetu Wyborczego Wyborców Blok Wyborczy „Bezpartyjni”, pokonując w drugiej turze Adama Łąckiego, kandydata SLD, stosunkiem głosów 61,93% do 38,07%. Gdy w 2006 ubiegał się o reelekcję, zajął 3. miejsce (15,66% głosów), przegrywając z Maciejem Awiżeniem i Bogusławem Szpytmą.